# 越中大門駅
越中大門駅（えっちゅうだいもんえき）は、富山県射水市北野にある、あいの風とやま鉄道・日本貨物鉄道（JR貨物）の駅である。
2015年3月14日の北陸新幹線開業による経営移管までは、西日本旅客鉄道（JR西日本）北陸本線の駅であった。

## 歴史
北陸本線は1899年（明治32年）3月20日に高岡駅 - 富山駅間が延伸開業したものの、この時点で大門地域一帯にはまだ駅は設置されておらず、同地域の住民は高岡駅へ向かう必要があった。このため、同地域の通勤者達により「おはよう会」というグループが結成され、同会から駅設置の要望が出されるようになった。
- 1912年（明治45年）
  - 2月2日：大門町長蓮田作兵衛等二町八村の町村長が連署した大門駅新設請願書が、上埜安太郎の紹介により、衆議院請願委員会に提出される[3]。
  - 2月6日：大門駅新設請願書が、同委員会において採択され、また本会議においても可決される[3]。
- 1923年（大正12年）10月15日：北陸本線高岡駅 - 小杉駅間の射水郡大島村に一般駅として開業する[4][5][6]。当初は『三島野駅』という案もあったが、大門の名を冠することになり[2]、山陽本線に既に大門駅があったので、越中大門と号したという[3]。
- 1934年（昭和9年）7月11日：同年7月10日来の大雨により北陸本線庄川橋梁上流約4粁附近の堤防が決潰し、当駅構内も軌条上より1米が浸水する[7]。当駅駅前ロータリーには当時の水位を示す石碑が残っている[8]。
- 1938年（昭和13年）1月27日：呉羽紡績大門工場専用側線が完成する[9]。
- 1939年（昭和14年）11月1日：構内に越中大門電信取扱所を開設する[10]。
- 1944年（昭和19年）10月：金属類回収令により当駅跨線橋を供出する[11]。
- 1953年（昭和28年）11月6日：跨線橋及びホーム上屋が竣工する[11]。
- 1963年（昭和38年）9月27日：当駅 - 高岡駅間が複線化する[12]。
- 1964年（昭和39年）8月24日：金沢駅 - 富山操車場間が交流電化する[12]。
- 1965年（昭和40年）7月5日：当駅 - 小杉駅間が複線化する[12]。
- 1969年（昭和44年）10月1日：営業範囲を改正し、手荷物及び小荷物の配達取扱を廃する[13]。
- 1974年（昭和49年）10月1日：営業範囲を改正し、旅客、荷物及び車扱貨物を取扱う駅となる[14]。
- 1976年（昭和51年）10月1日：初めて当駅に快速列車が停車することとなり、同日当駅にてその紀念式典を挙行する[11]。
- 1977年（昭和52年）7月15日：公共自転車置き場が設置される[15]。8月には大島町も射水農協の協力で駅前に共同設置[2]。
- 1981年（昭和56年）11月20日：営業範囲を改正し、車扱貨物一般の取扱を廃して、専用線発着車扱貨物に限り取扱を開始する[16]。
- 1985年（昭和60年）
  - 3月14日：営業範囲を改正し、荷物の取扱を廃止する[17]。
  - 同年中 - 自転車置き場のスペースを拡張[2]。
- 1987年（昭和62年）4月1日：国鉄分割民営化により、西日本旅客鉄道（JR西日本）・日本貨物鉄道（JR貨物）の駅となる[6]。日本貨物鉄道（JR貨物）の駅は、専用線発着の車扱貨物に限り取扱を行う[6]。
- 1992年（平成4年）11月：みどりの窓口営業開始[18]。
- 1997年（平成9年）7月7日：各種企画乗車券や航空券等の取扱も可能なマルスシステムを導入する[19]。
- 1999年（平成11年）3月31日：当駅構内のキヨスクが閉店する[20]。
- 2000年（平成12年）4月：夜間無人駅となる[21]。
- 2015年（平成27年）
  - 3月13日：この日をもってみどりの窓口の営業を終了。
  - 3月14日：北陸新幹線金沢延伸開業に伴い、あいの風とやま鉄道の駅となる[22][1]。
  - 3月26日：あいの風とやま鉄道の駅でICカード「ICOCA」供用開始[23]。
- 2022年（令和4年）4月9日：駅前広場と都市計画道路駅前線311m区間の拡張工事整備が完成する。工事総事業費は9億7千万[24]。

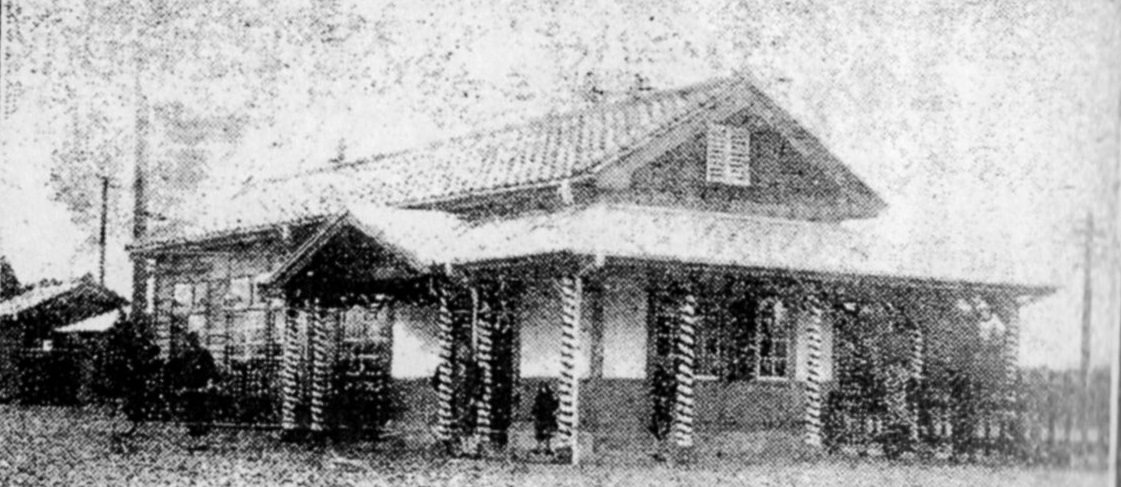
開業当時の越中大門駅
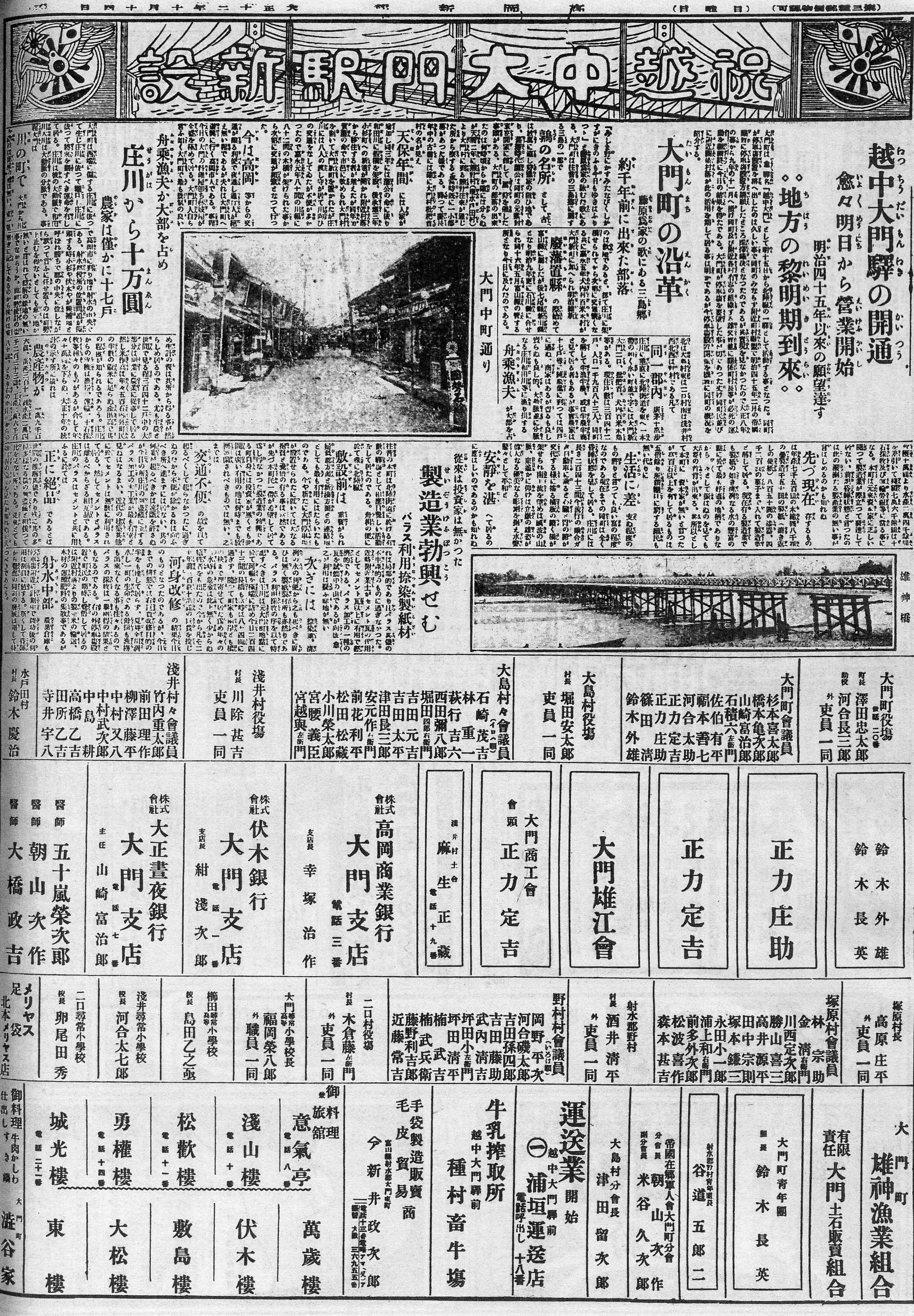
北陸本線越中大門駅開業を報ずる新聞記事
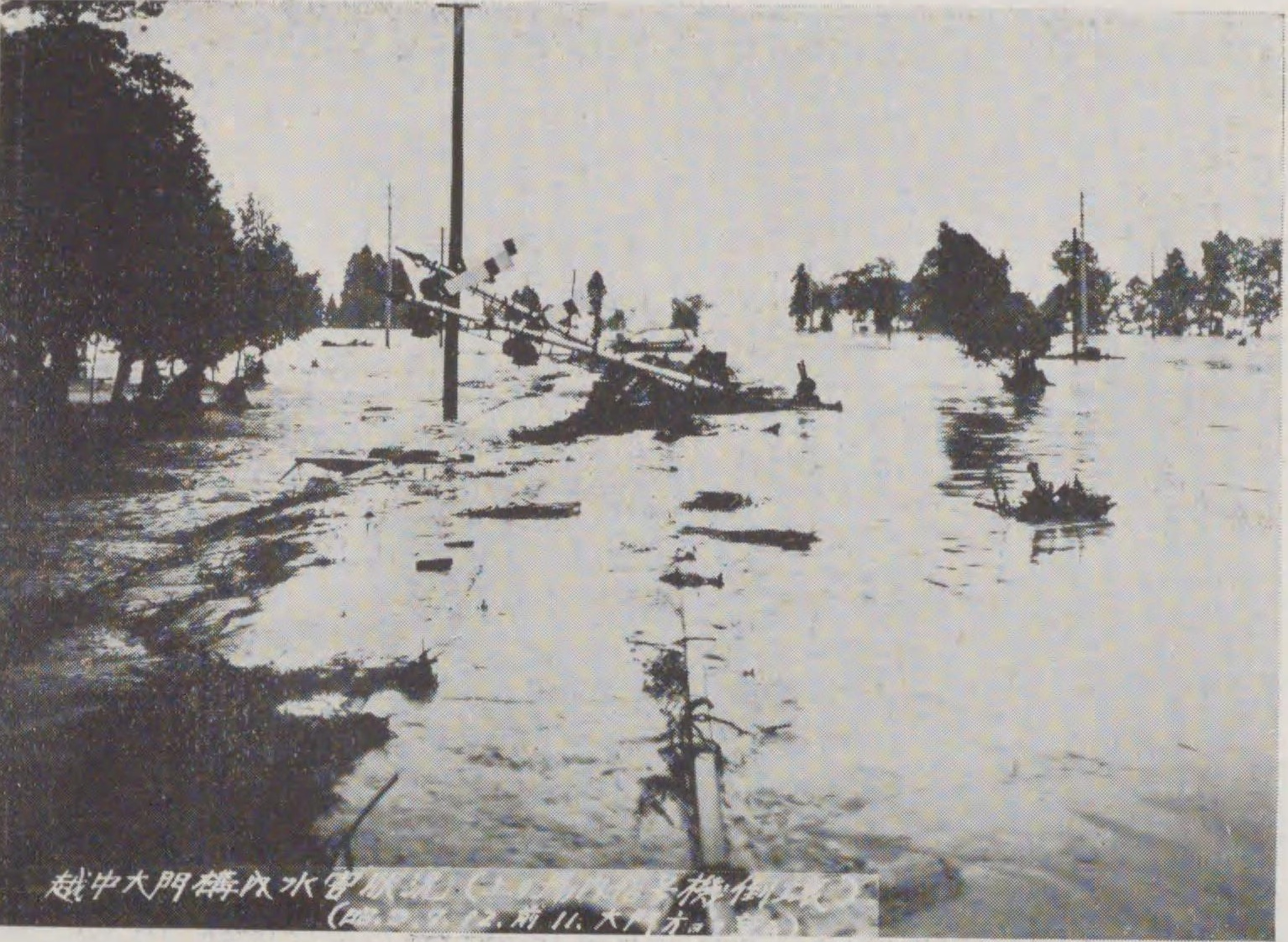
1934年（昭和9年）7月11日、当駅構内における水害の状況

## 駅構造
東西に通る路線の南側に単式ホーム1面1線、北側に島式ホーム1面2線、計2面3線がある地上駅である。上りホーム（単式側、1番のりば）の中央部に接して駅舎があり、ホーム間は跨線橋で連絡している。島式ホームの北側に側線が1本敷設され、そこから専用線が分岐している。
JR北陸本線時代末期は富山地域鉄道部が管轄し、ジェイアール西日本金沢メンテック（現：JR西日本金沢メンテック）が駅務を受託する業務委託駅であった。あいの風とやま鉄道への移管後も業務委託駅の形態は維持されたが、みどりの窓口は経営移管に合わせて営業を終了した。

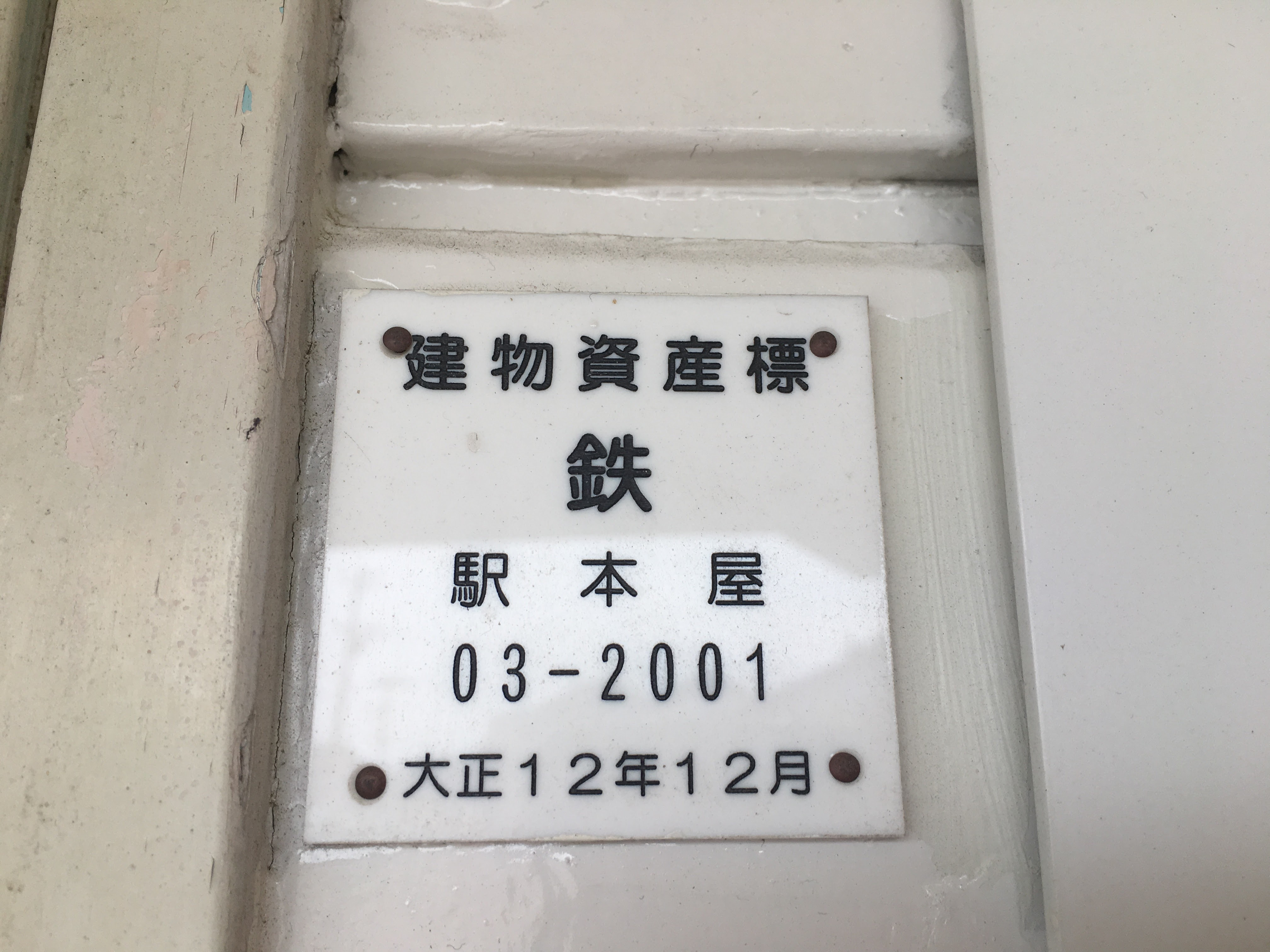
駅舎本屋建物財産標
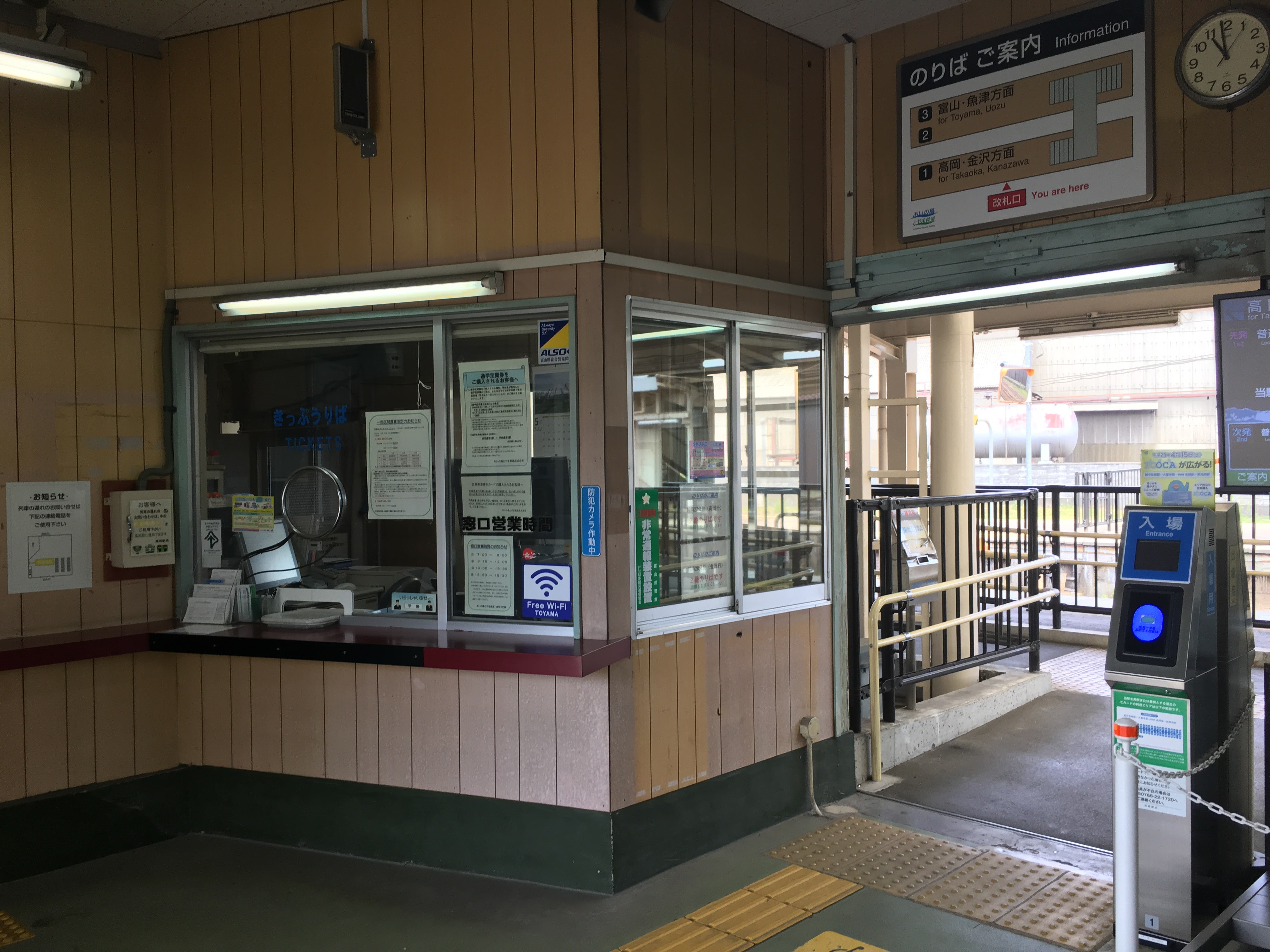
改札及び出札口
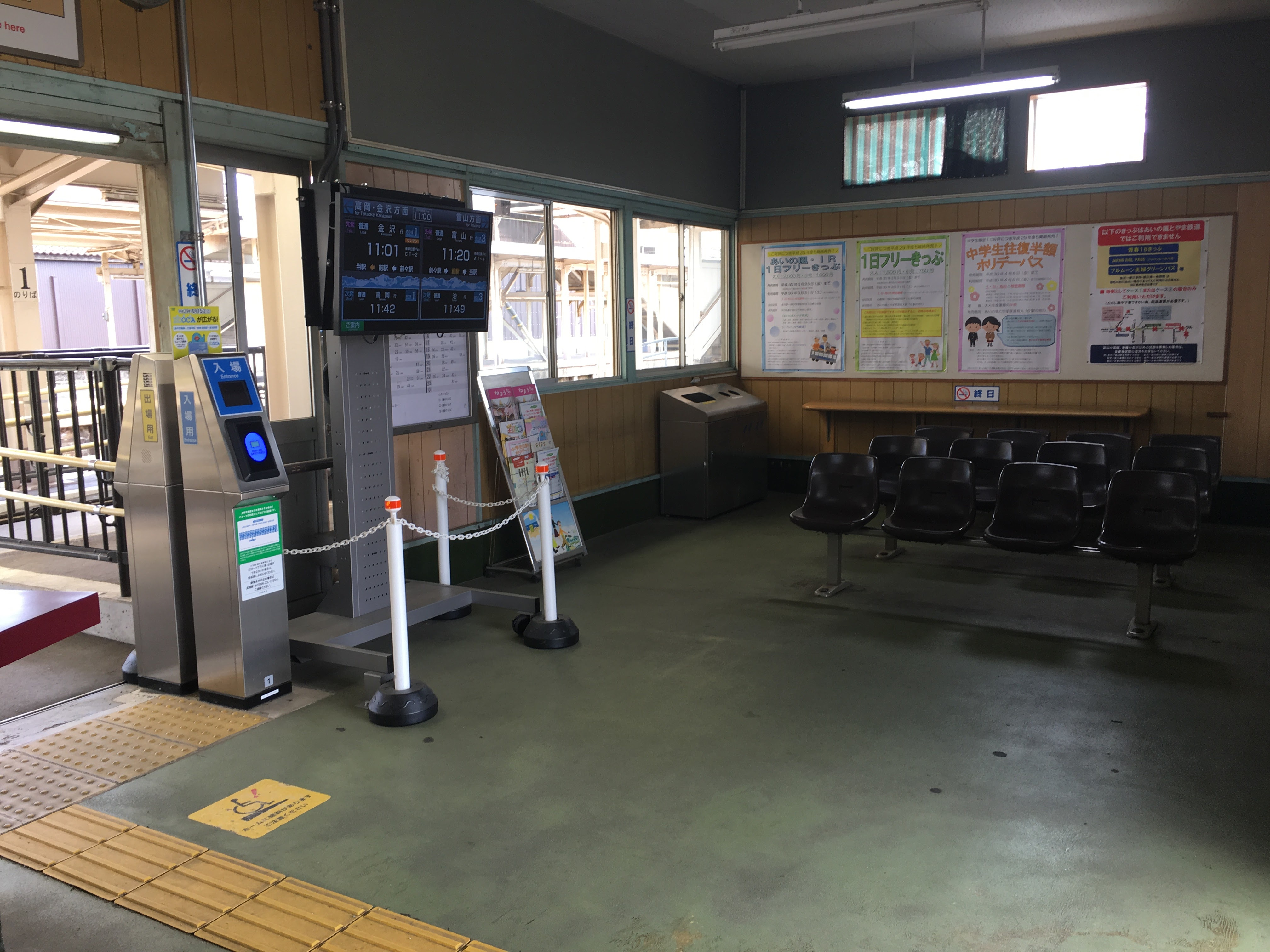
待合所
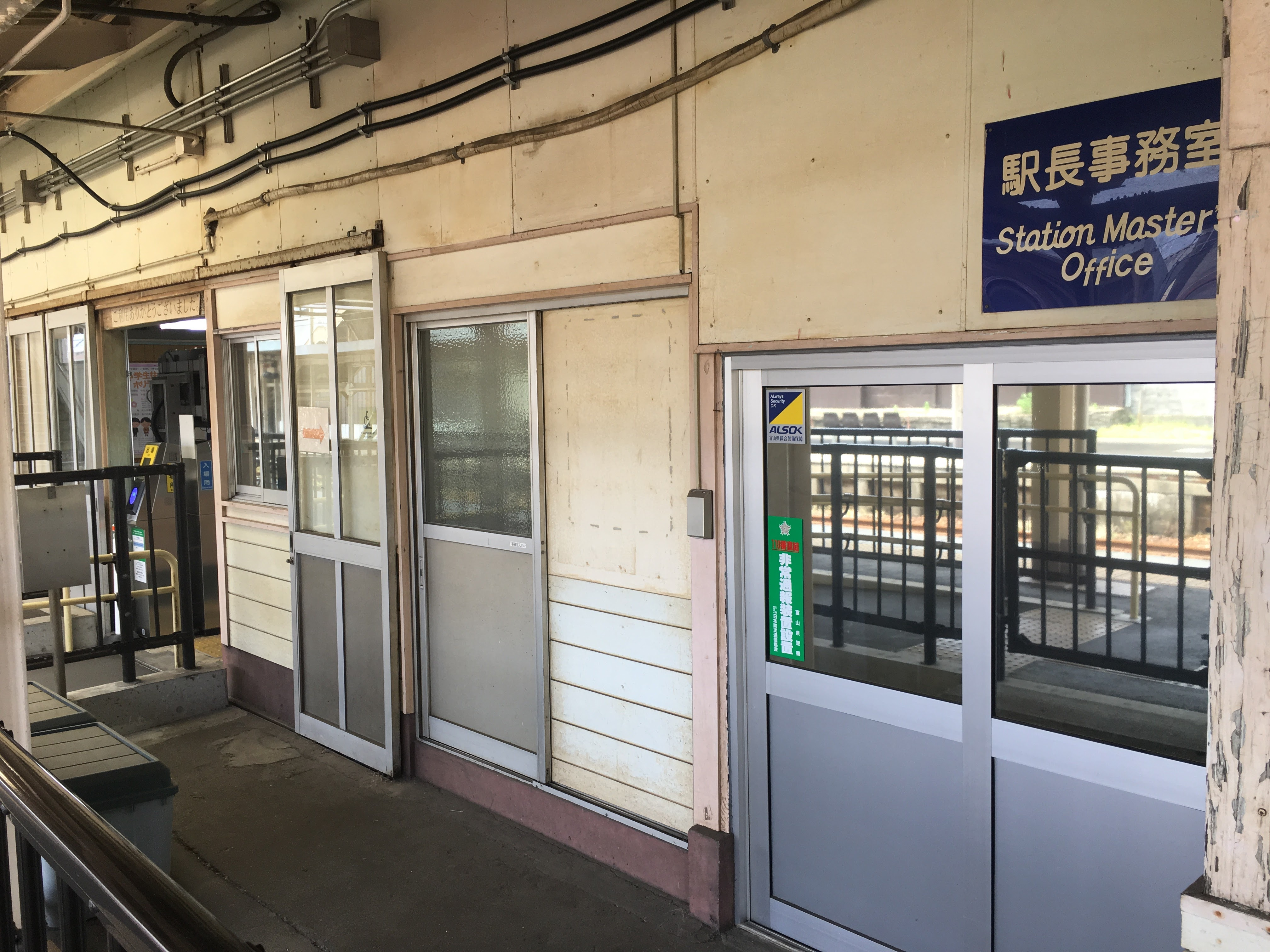
駅長事務室
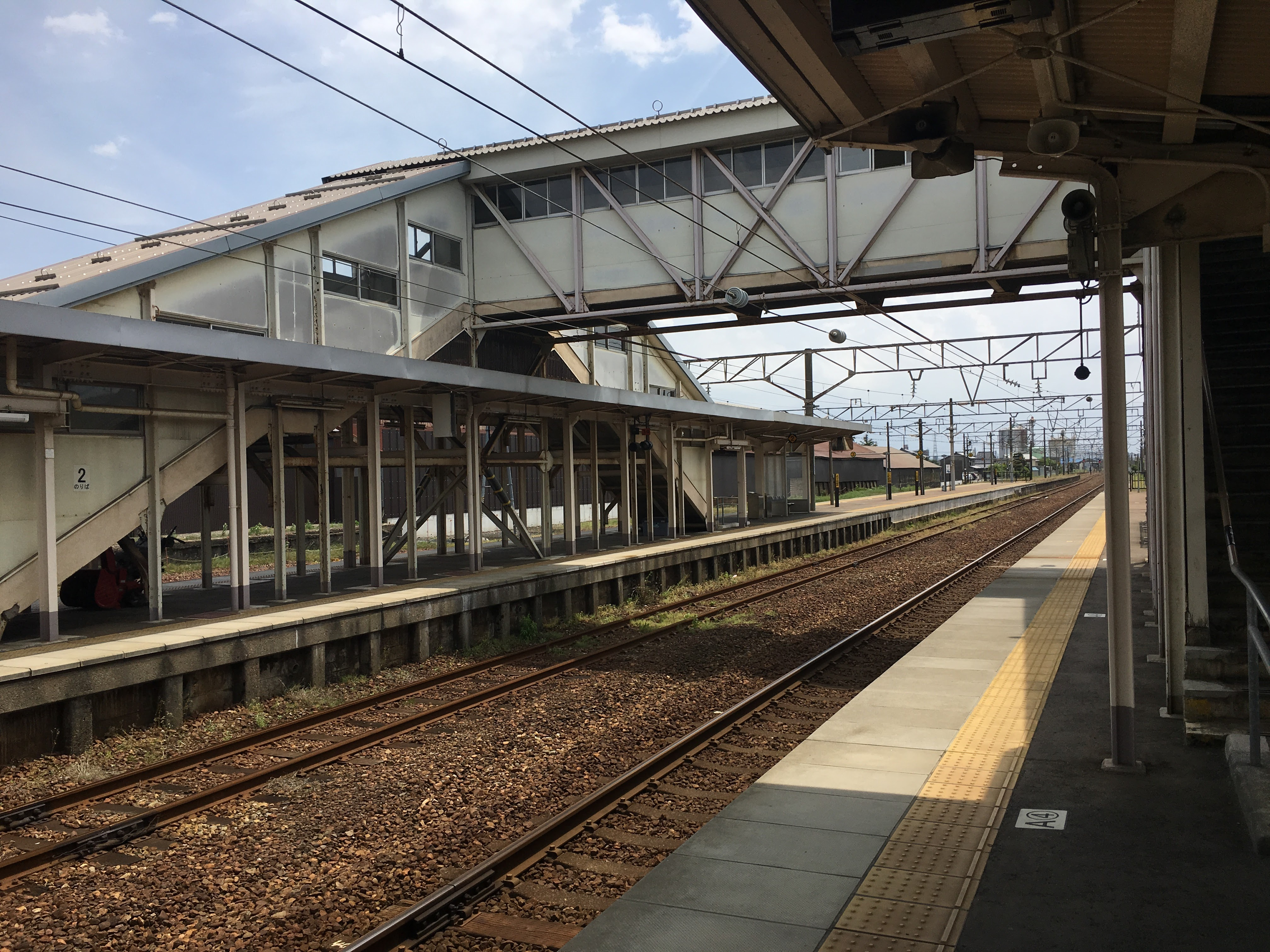
ホーム
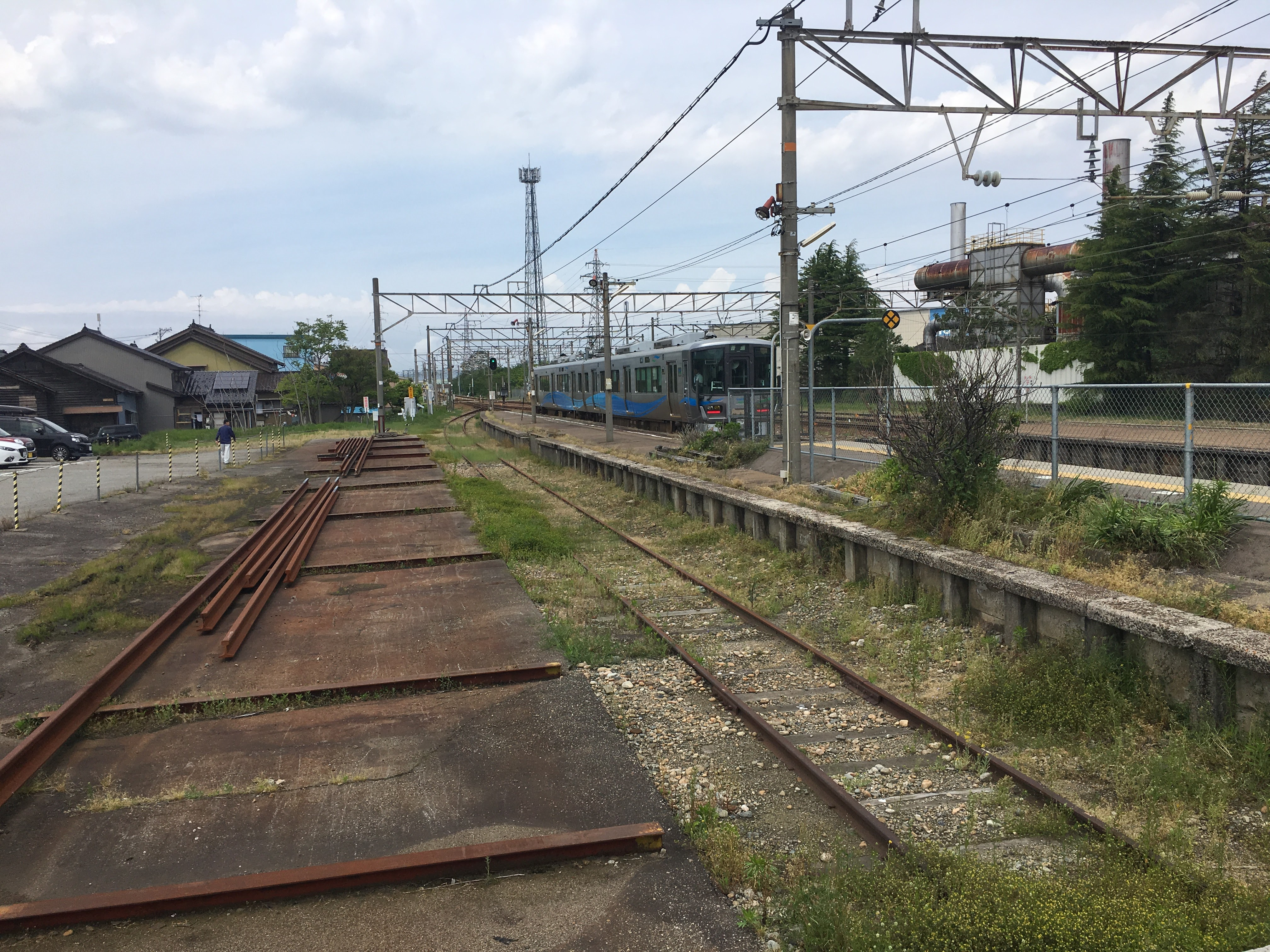
側線

### のりば
| 番線 | 路線                  | 方向 | 行先           | 備考                    |
| ---- | --------------------- | ---- | -------------- | ----------------------- |
| 1    | ■あいの風とやま鉄道線 | 上り | 高岡・金沢方面 | 一部2番のりば           |
| 2・3 | ■あいの風とやま鉄道線 | 下り | 富山・魚津方面 | 2番のりばは一部列車のみ |

- 2015年（平成27年）3月14日時点のダイヤにおいて2番線を使用する定期旅客列車は、1日につき上下1本ずつである[32]。

### 到着メロディ
2017年（平成29年）3月の新旅客案内システム導入に伴い、小杉駅と共通で、射水ブランドを推進するイメージソング「イミズムズムズ♪」を射水市在住のシンセサイザー奏者・滝沢卓がアレンジしたものが到着メロディとして使用開始された。

## 貨物取扱

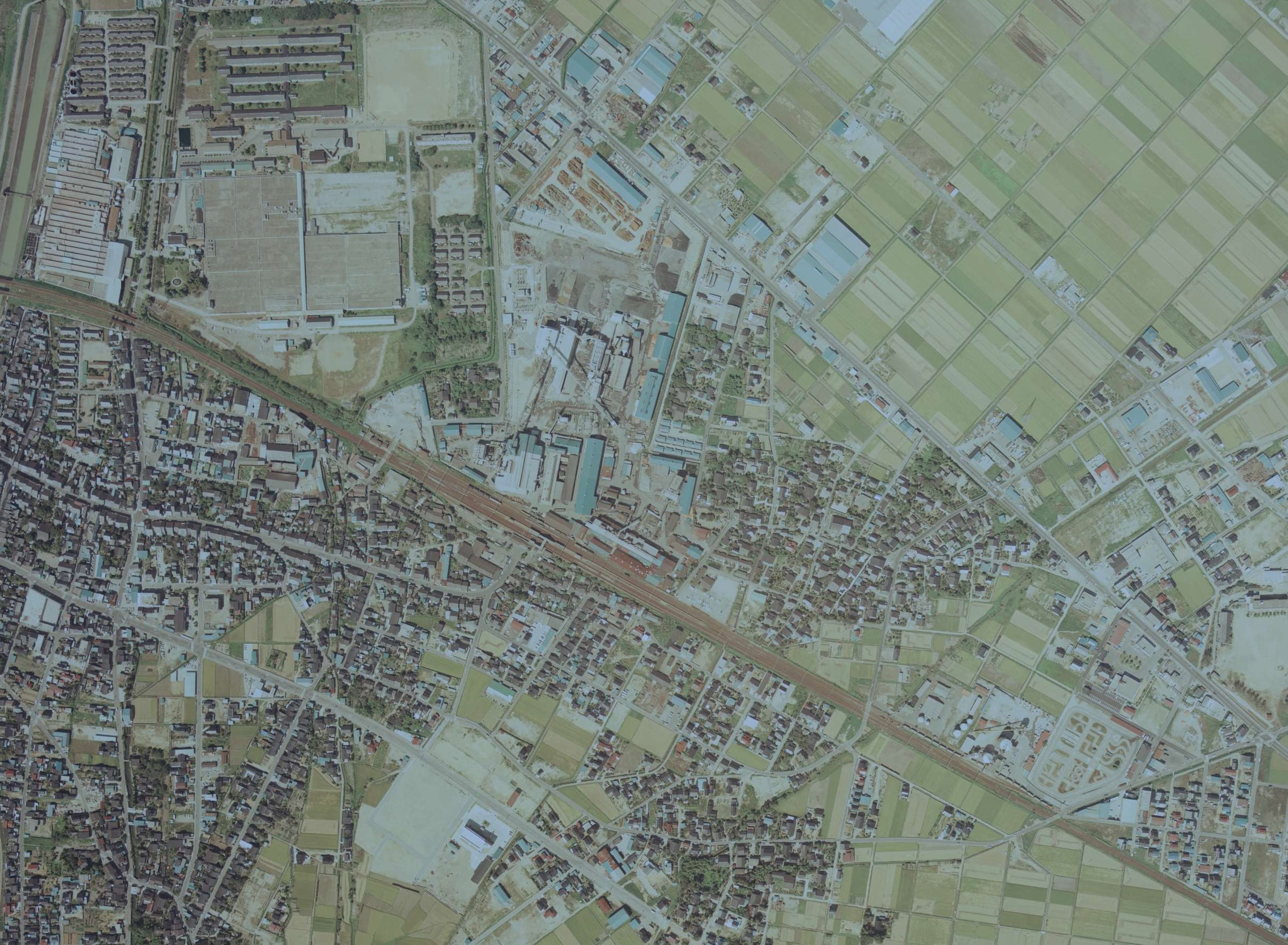
1975年（昭和50年）当時の当駅周辺航空写真

JR貨物の駅は、専用線発着車扱貨物の取扱駅となっている。
側線から分岐する専用線は、本線北側に沿って東進、電気化学工業富山サービスステーションへ至っていた。専用線の終端部分にセメント荷役施設が設置されており、かつては富山サービスステーション向けセメント輸送の貨物列車が到着していたが、2008年に専用線からの発着が停止。2011年8月には線路や分岐器が撤去されたが、貨物ホームや上屋、倉庫は今も現存している。
1953年（昭和28年）10月10日付『鉄道公報』第1254号通報専用線一覧別表掲載中、当駅接続の専用線は次の通りであった。
- 大門土石線（動力：手押及び国鉄機関車、作業粁程：0.6粁、備考：国鉄砂利線発送に限る）
- 日本電気冶金線（第三者使用：日本通運、動力：日本通運所有機関車及び手押、作業粁程：0.2粁）
- 呉羽紡績線（動力：日本通運所有機関車、作業粁程：0.8粁）

1970年（昭和45年）10月1日現在における当駅接続の専用線は以下の通りであった。
- 日本電工線（通運事業者：日本通運、動力：日本通運所有機関車及び手押、作業粁程：0.2粁、総延長粁程：0.4粁）
- 日本電工二号線（通運事業者：日本通運、動力：日本通運所有機関車及び手押、作業粁程：0.2粁、総延長粁程：上掲に同じ）
- 東洋紡績線（真荷主：大島砕石、通運事業者：日本通運、動力：日本通運所有機関車、作業粁程：0.8粁、総延長粁程：1.0粁）
- 電気化学工業及び橋本産業共用線（通運事業者：デンカセメント北陸サービス（但し電気化学工業に限る）及び日本通運（但し橋本産業に限る）、動力：日本通運所有機関車、作業粁程：0.3粁、総延長粁程：0.7粁）

1983年（昭和58年）4月1日現在における当駅接続の専用線は以下の通りであった。
- 日本電工線（通運事業者等：日本通運、動力：日本通運所有機関車及び手押、作業粁程：0.2粁、総延長粁程：0.4粁）
- 東洋紡績線（真荷主：大島砕石、通運事業者等：日本通運、動力：日本通運所有機関車、作業粁程：0.8粁、総延長粁程：0.9粁）
- 電気化学工業及び橋本産業共用線（通運事業者等：デンカセメント北陸サービス（但し電気化学工業に限る）及び日本通運（但し橋本産業に限る）、動力：デンカセメント北陸サービス所有機関車及び日本通運所有機関車、作業粁程：0.3粁、総延長粁程：0.7粁）

## 利用状況
2020年（令和2年）度の1日平均乗車人員は809人である。
『富山県統計年鑑』、『射水市統計書』及びあいの風とやま鉄道発表資料によると、1日の平均乗車人員は以下の通りである。
| 年度   | 1日平均 乗車人員 |
| ------ | ---------------- |
| 1995年 | 1,098            |
| 1996年 | 1,098            |
| 1997年 | 1,028            |
| 1998年 | 994              |
| 1999年 | 941              |
| 2000年 | 915              |
| 2001年 | 889              |
| 2002年 | 849              |
| 2003年 | 785              |
| 2004年 | 787              |
| 2005年 | 770              |
| 2006年 | 771              |
| 2007年 | 760              |
| 2008年 | 779              |
| 2009年 | 785              |
| 2010年 | 820              |
| 2011年 | 790              |
| 2012年 | 782              |
| 2013年 | 811              |
| 2014年 | 768              |
| 2015年 | 903              |
| 2016年 | 911              |
| 2017年 | 965              |
| 2018年 | 1,017            |
| 2019年 | 1,031            |
| 2020年 | 809              |

備考
1. ↑  2014年度は2015年3月13日までの347日間における1日平均乗車人員は768人、3月14日から3月31日までの18日間における1日平均乗車人員は764人。365日間における1日平均乗車人員は768人である。

## 駅周辺
- 射水市役所大島庁舎（旧・大島町役場）
- 射水市子ども子育て総合支援センター（旧・射水市役所大門庁舎、大門町役場）
- 大島郵便局
- 大門郵便局
- 射水市立大門中学校
- デンカ富山サービスステーション
- 東洋紡庄川工場
- 新日本電工北陸工場
- 富山信用金庫 大島支店

## その他
- 駅名は「越中大門」であるが、所在地は開業当初から旧大島町（当時は大島村）である[42]。大島町よりも旧大門町の中心地の方が近いためこのような駅名になったのであるが、「大島の大と大門の門を取って大門（おおもん）とした」という説もある[3][42]。

## 隣の駅
あいの風とやま鉄道
■あいの風とやま鉄道線
高岡駅 - 越中大門駅 - 小杉駅